# GINGANEKO
GINGANEKO（ギンガネコ）は、日本の女性アイドルグループ。広島市のアイドル劇場「STUDIO MAPLE」（スタジオメイプル）所属メンバーから、独自の月間選抜システムで選ばれたメンバーで構成された。2015年に、「the galaxy☆cat」として結成、半年後に「GINGANEKO」に改名、2017年活動休止。同劇場の「MAPLEZ」の後輩ユニットである。

## 概要
- 広島市のアイドル劇場「STUDIO MAPLE」に所属しているメンバーにより2015年3月に結成。
- STUDIO MAPLE閉鎖以前は、姉妹グループのMAPLEZ正規メンバー8名及びサポートメンバー2名を除く、全メンバーの中から親衛隊（ファン）による投票など、独自の月間選抜システムで5名の選抜メンバーと2名のサポートメンバーが選出された。
- サウンドプロデューサーは、広島の楽曲制作ユニット「Oscillophone」（オシロフォン）チーフディレクターのマツモトマサヤ[1]。
- ダンスインストラクターは広島ダンスカンパニー代表のMIKKA[1]
- トレードマークは猫耳カチューシャ。

## 来歴
- 2012年10月3日、アイドル育成型新感覚劇場STUDIO MAPLEがオープン。
- 2015年3月、MAPLEZの後輩ユニットとしてthe galaxy☆catが結成された。
- 2015年9月、GINGANEKOに改名。[2]
- 2016年2月27日、GINGANEKO CHALLENGE!!目指せ動員300人!定期公演で目標の300人達成。[3]
- 2016年6月3日、GINGANEKOでセンターを担当していた宮田愛美が2ndシングル選抜メンバーから外れ、MAPLEZサポートメンバーに。同年9月1日に正規メンバーとなる。
- 2016年8月5日、TOKYO IDOL FESTIVAL2016初出演。[4][5]
- 2016年9月11日、広島クラブクアトロで開催されたMAPLEZ CLUB QUATTRO TOUR 2016のオープニングアクトにて初のオープニングサウンドエフェクトが披露された。[6]
- 2016年9月19日、拠点としていたアイドル劇場STUDIO MAPLE閉鎖。[7]
- 2017年3月19日、GINGANEKO 1st LIVEでチケット累計販売枚数200枚以上達成。
- 2017年夏、1stワンマンツアー開催。
- 2017年8月27日、広島・SECOND CRUTCHで開催された『FINAL GALAXY LIVE!! - BIG BANG -』を以って無期限活動休止となった[8]。

## メンバー
メンバーはランキングなどで決定されるため流動的である。
| 名前                   | 誕生日   | 加入期 | カラー | 備考 |
| ---------------------- | -------- | ------ | ------ | --- |
| 小川彩菜 おがわ あやな | 11月10日 | 5.5期  | 緑色   | STUDIO MAPLE4期卒業からの復帰 2017年12月29日よりMAPLEZサポートメンバー、HIROSHIMA GO!GO!メンバー 2018年10月よりMeteonomiconメンバー |
| 矢野美優 やの みゆう   | 10月17日 | 1期    | ピンク | アルパカッソ大好きな天然記念物 2017年3月から活動休止までMAPLEZ兼任 2018年10月よりMeteonomiconメンバー                               |

### 旧メンバー
| 名前                       | 加入期    | 脱退       |
| -------------------------- | --------- | ---------- |
| 江角佳奈 えすみ かな       | 3期       | 2015年7月  |
| 佐伯未来 さえき みく       | 3期       | 2015年9月  |
| 森遥香 もり はるか         | 3期       | 2015年12月 |
| 一ノ瀬栞 いちのせ しおり   | 4.5期     | 2016年3月  |
| 内田みさお うちだ みさお   | 4期       | 2016年9月  |
| 森田はつみ もりた はつみ   | 4.5期     | 2017年1月  |
| 桜庭ひなた さくらば ひなた | 4.5期     | 2017年2月  |
| 徳永優羽 とくなが ゆう     | 3期       | 2017年3月  |
| 猫田奈緒 ねこた なお       | 2017年1月 | 2017年3月  |
| 福井章子 ふくい あきこ     | 4期       | 2017年5月  |
| 中村美音 なかむら みおん   | 5期       | 2017年5月  |
| 斎藤もも さいとう もも     | 2017年1月 | 2017年8月  |
| 篠崎まな しのざき まな     | 2.5期     | 2017年8月  |
| 月乃ゆめ つきの ゆめ       | 2017年5月 | 2017年8月  |

## 作品
順位はオリコン週間ランキング最高位。

### シングル
1. ドラマティック∞銀河/絶対(A)nymore（2015年8月5日、会場限定）
2. グッバイ,ラズルカ（2016年7月26日、62位）

## ライブ
- ワンマンライブ『GINGANEKO 1st GALAXY LIVE - シリウス -』（2017年3月19日、広島・SECOND CRUTCH）
- ライブツアー『GINGANEKO GALAXY TOUR 2017』（2017年）
  - 6月4日、広島CLUB QUATTRO
  - 6月10日、大阪・心斎橋VARON
  - 6月17日、名古屋・栄R.A.D
  - 6月24日、新宿RUIDO K4
  - 7月1日、広島・SECOND CRUTCH
- 定期公演 - 広島・STUDIO MAPLE、広島・SECOND CRUTCHで頻繁に開催
- 主催公演 - 広島以外の地域でも開催

### 参加ライブ
- TOKYO IDOL FESTIVAL 2016（2016年8月5日、お台場・青海周辺エリア）

## 出演

### テレビ
- ジャパネットチャンネルDXの生放送配信「30時間テレビ」に出演。[13](2016年1月15日)